# Psammisia pennellii
Psammisia pennellii är en ljungväxtart som beskrevs av A. C. Smith. Psammisia pennellii ingår i släktet Psammisia och familjen ljungväxter. Inga underarter finns listade i Catalogue of Life.